# Pokswirusy
Pokswirusy (Poxviridae, z ang. pokkes - kieszonka) – rodzina wirusów wykazujących następujące cechy wspólne:
- Symetria: złożona, kształt zależy od rodzaju, są jednymi z najbardziej skomplikowanych pod względem budowy wirusów
- Osłonka lipidowa: czasami występuje, ale nie zawsze
- Kwas nukleinowy: liniowy dsDNA o kowalencyjnie związanych końcach. Na końcach tych znajdują się ITR (inverted terminal repetitions - odwrócone sekwencje powtórzone).
- Replikacja: zachodzi w cytoplazmie
- Wielkość: 270 x 300 nm (w przypadku wirusów owalnych), dzięki temu mogą nawet być dostrzeżone w mikroskopie świetlnym
- Cechy dodatkowe:
  - ponieważ nie wnikają do jądra, pokswirusy tworzą ciała wtrętowe w cytoplazmie.
  - wiriony zawierają kilkanaście właściwości enzymatycznych. Między innymi własną DNA-zależną polimerazę RNA, oraz ligazę DNA.

## Przebieg infekcji
- Wniknięcie wirusa do komórki i jego odpłaszczenie dokonuje się podobnie, jak w przypadku innych wirusów.
- Dzięki obecności własnego bogatego aparatu enzymatycznego zawartego w wirionie, DNA nie musi wnikać do jądra, a jego ekspresja zaczyna się jeszcze przed pełnym odpłaszczeniem.
- Wszystkie transkrypty wczesne zawierają cap oraz ogon poliadenylowy. Transkrypty późne nie zawsze są poliadenylowane.
- Replikacja DNA zachodzi według nietypowego modelu (rysunek do uzupełnienia) możliwemu dzięki kowalencyjnym wiązaniom na końcach nici DNA.
- Rdzeń i dwa ciała boczne wirusa są otaczane najpierw błoną pochodzącą z ER oraz diktiosomu. W czasie opuszczania komórki dochodzi błona pochodząca z plazmalemmy.

## Systematyka
W obrębie rodziny Poxviridae wyróżnia się 8 rodzajów, ale tylko 2 gatunki są specyficzne w stosunku do człowieka. Inne (choć nie wszystkie) mogą także okazyjnie być chorobotwórcze dla ludzi, ale nie są to choroby szczególnie niebezpieczne. Podział systematyczny niniejszej rodziny przedstawia się następująco:
- Rodzina: Poxviridae (Pokswirusy)
  - Podrodzina: Chordopoxvirinae (pasożyty kręgowców)
    - Rodzaj: Orthopoxvirus
      - Vaccinia virus (VACV), wirus krowianki
      - Variola virus (VARV), wirus ospy prawdziwej
      - Monkeypox virus (MPXV), wirus ospy małpiej

    - Rodzaj: Parapoxvirus
      - Orf virus (ORVF), wirus ospy owczej
      - Pseudocowpox virus (PCPV), wirus rzekomej ospy krowiej

    - Rodzaj: Avipoxvirus
    - Rodzaj: Capripoxvirus
    - Rodzaj: Leporipoxvirus
    - Rodzaj: Suipoxvirus
    - Rodzaj: Molluscipoxvirus
      - Molluscum contagiosum virus (MOCV), wirus mięczaka zakaźnego

    - Rodzaj: Yabapoxvirus
      - Tanapox virus (TANV)

  - Podrodzina: Entomopoxvirinae (pasożyty owadów)
    - Rodzaj: Entomopoxvirus A
    - Rodzaj: Entomopoxvirus B
    - Rodzaj: Entomopoxvirus C

## Chorobotwórczość pokswirusów
- wirus ospy prawdziwej (VARV) - wywołuje ospę prawdziwą, pierwszy świadomie wytępiony gatunek na świecie (w 1979 roku według WHO). Istnieje obecnie w bankach mikroorganizmów w dwóch laboratoriach na świecie: w rosyjskim Państwowym Instytucie Badawczym Wirusologii i Biotechnologii niedaleko Nowosybirska oraz w amerykańskiej siedzibie federalnych Centrów Prewencji i Kontroli Chorób w Atlancie (naukowcy mimo próśb rządów nie chcą zniszczyć wirusa, tłumacząc to faktem, iż nie poznali go w pełni)[1]
- wirus ospy krowiej (VACV) - wywołuje ospę krowią (krowiankę), został zastosowany do produkcji szczepionek przeciwko ospie prawdziwej, ze względu na swoje duże podobieństwo do VARV
- wirus ospy małpiej - występuje w Afryce i wywołuje chorobę bardzo podobną do ospy prawdziwej, z wysoką śmiertelnością. Prawdopodobnie jednak nie może zmutować do wirusa ospy prawdziwej
- wirus ospy owczej (ORFV) i wirus rzekomej ospy krowiej (PCPV) - wywołują choroby zwierząt, u człowieka wywołują niegroźne, zanikające bez leczenia choroby. W przypadku rzekomej ospy krowiej powstają charakterystyczne guzki, tzw. guzki dojarki
- wirus mięczaka zakaźnego - wywołuje mięczaka zakaźnego i podobnie jak VACV jest specyficznie ludzkim wirusem
- Tanapox virus (TANV) - występuje w Kenii i Zairze, roznosi się przez ukąszenia i daje chorobę gorączkową, która nie jest groźna

Wbrew zbieżności nazw z powyższymi chorobami, ospa wietrzna nie jest wywoływana przez pokswirusy, ale przez należącego do herpeswirusów wirusa ospy wietrznej-półpaśca.